# استخریاد
استخریاد (پارسی میانه: Staxryād) یکی از زنان نجیب‌زاده ساسانی در سده سوم میلادی و همسر شاپور یکم بود. از او در سنگ‌نوشته شاپور یکم بر کعبه زرتشت با عنوان «بانبشن» («ملکه») یاد شده‌است.

## نام

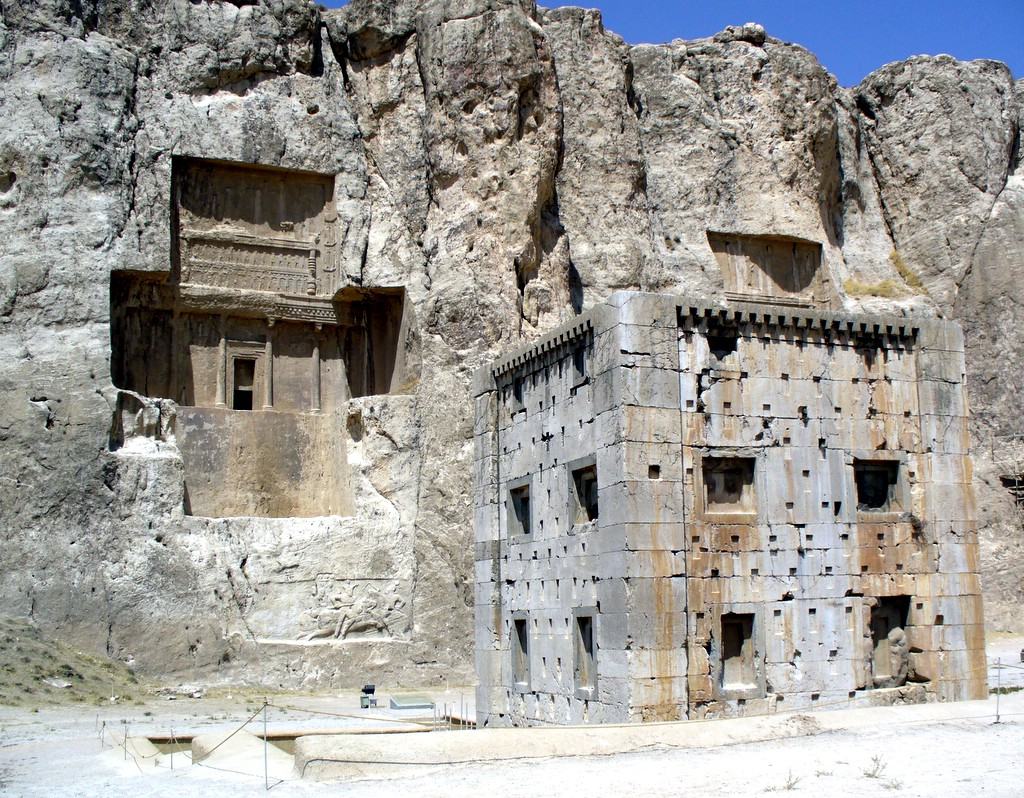
کعبه زرتشت، جایی که سنگ‌نوشته شاپور یکم حک شده‌است

نام او ممکن است یک عنوان و به معنای «هدیه استخر» باشد، که نشانگر اصالت اوست.

## زندگی
اصل و نسب استخریاد ناشناخته است. از او در سنگ‌نوشته شاپور یکم بر کعبه زرتشت در میان خانواده سلطنتی ساسانی یاد شده‌است. او در آن جا لقب ملکه را دارد. تاریخ‌نگاران حدس می‌زنند او یکی از همسران شاپور یکم باشد. اگر ریشه‌شناسی نام او درست باشد، استخریاد از خانواده نجیب‌زادگان استخر و دارای پیوند با آناهیتا بوده و به عنوان ملکه این شهر با شاپور ازدواج کرده‌است.